# کنستانتین فیلم
کنستانتین فیلم (انگلیسی: Constantin Film) شرکت فیلم‌سازی آلمانی است، که در سال ۱۹۱۵ توسط والدفرید بارتل و پربن فیلیپسن تأسیس شد.